# Enterprise Center
Das Enterprise Center ist eine Mehrzweckhalle in der US-amerikanischen Stadt St. Louis im Bundesstaat Missouri. In der Arena finden verschiedene Veranstaltungen, wie z. B. Eishockeyspiele, Wrestling- und Boxkämpfe, Konzerte sowie Eis- und Familien-Shows, statt. Jährlich besuchen durchschnittlich zwei Millionen Gäste die Arena zu 175 Veranstaltungen. Das Enterprise Center wurde zudem hinter dem Bell Centre in Montreal zur Halle mit der zweitbesten Eisqualität in der National Hockey League (NHL) gewählt. Die Arena befindet sich im Zentrum von St. Louis und ist heute die Heimspielstätte der St. Louis Blues aus der NHL.

## Geschichte
Die Arena wurde 1994 unter dem Namen Kiel Center eröffnet und ersetzte das Kiel Auditorium, das im Dezember 1992 abgerissen wurde. Die Blues wechselten schon nach der Eröffnung aus ihrer alten Spielstätte, der St. Louis Arena ins neue Kiel Center. Die Namensrechte gingen im September 2006 von der Savvis Inc., einer amerikanischen Kommunikationsgesellschaft, zur Scottrade Inc, einem Marklerbüro aus St. Louis, über. Am 21. Mai 2018 gaben die St. Louis Blues mit dem neuen Namenssponsor, dem Autovermieter Enterprise Rent-A-Car, bekanntgegeben, dass die Halle ab dem 1. Juli des Jahres den Namen Enterprise Center tragen wird. Der Vertrag hat eine Laufzeit von 15 Jahren.

## Veranstaltungen
Des Öfteren finden in der Halle Veranstaltungen der National Collegiate Athletic Association (NCAA), der US-amerikanischen Collegesport-Organisation, statt. So wurde in der Arena unter anderem die NCAA Frozen Four Eishockey-Wettbewerbe 2007, die NCAA Wrestling Championships 2008 und 2009 sowie die NCAA Women’s Final Four Basketball-Wettbewerbe 2009, austragen.
Andere wichtige Veranstaltungen in der Mehrzweckhalle waren:
- seit 1995 ist die Arena Austragungsort des Basketballturniers der Missouri Valley Conference
- College-Basketball Wettbewerb Conference USA 1997
- NCAA Division I Basketball Tournament Midwest Regional 1998
- Messe Papst Johannes Pauls II. im Rahmen des Weltjugendtages 1999
- NCAA Wrestling Team Championship 2000, 2004, 2005, 2008, 2009
- NCAA Division I Basketball Championship der Frauen 2001 und 2009
- Weltergewichts-WM-Boxkampf Cory Spinks gegen Zab Judah 2005
- US-Ausscheidungskämpfe für die Olympischen Winterspiele 2006 im Eiskunstlauf
- Konzert der Nine Inch Nails im Rahmen ihrer With Teeth-Tour 2005
- Billy Joel live in concert, 25. April 2007
- Royal Rumble, PPV der WWE am 22. Januar 2011
- NHL All-Star Game 2020

## Galerie

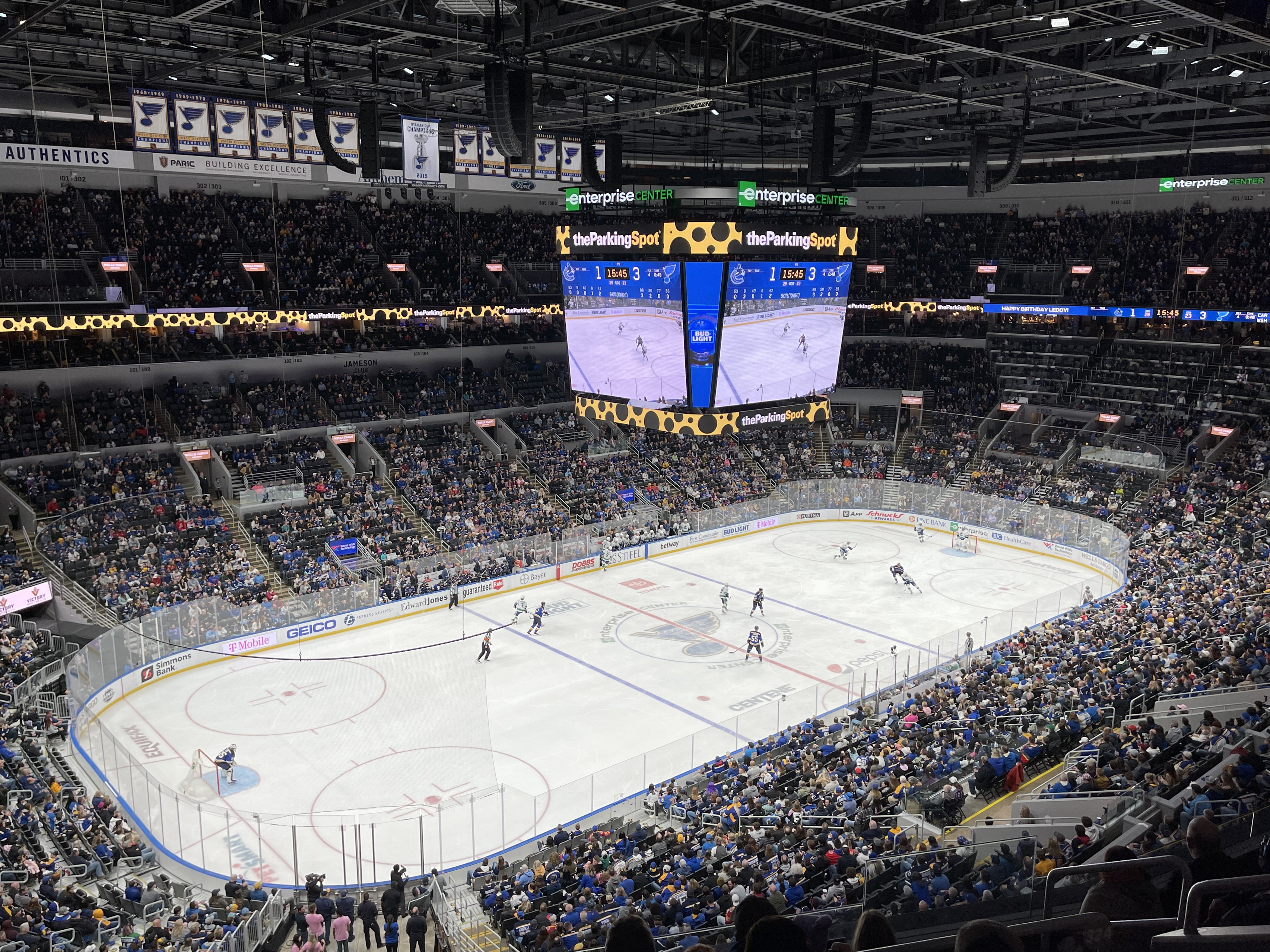
Innenansicht
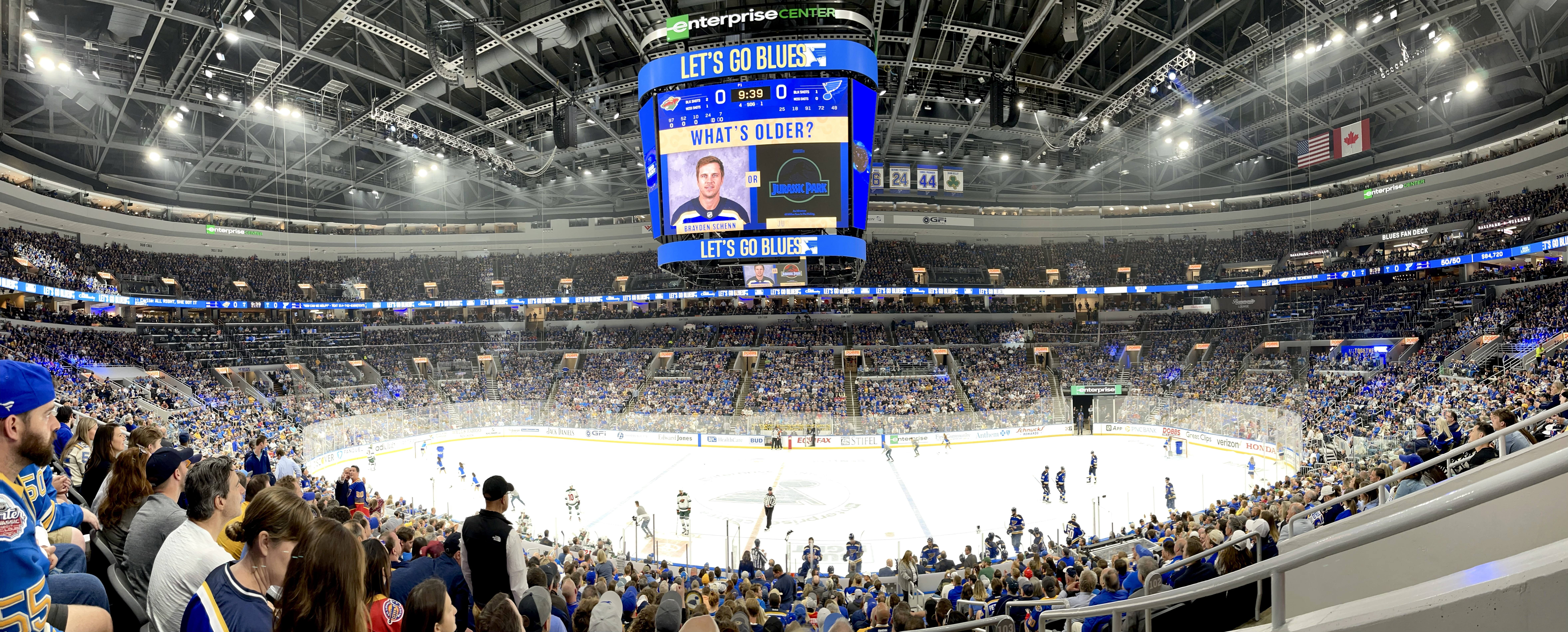
Panorama-Sicht des Innenraums